# Квалификације за Светско првенство у фудбалу за жене 2023 — међуконфедерациони плеј-оф
Међуконфедерацијски плеј-оф квалификација за Светско првенство у фудбалу за жене 2023. одредио је последња три места у квалификацијама за Светско првенство у фудбалу за жене 2023. Плеј-оф турнир је коришћен као пробни догађај за Нови Зеланд који ће бити домаћин пре Светског првенства за жене. Одржао се од 18. до 23. фебруара 2023. и представљао је десет тимова подељених у три групе, при чему се победник сваке групе квалификовао за Светско првенство у фудбалу за жене 2023. Женска фудбалска репрезентација Новог Зеланда и као гост женска репрезентација Аргентине су такође играли пријатељски против тимова који учествују и међусобно у оквиру догађаја.

## Формат
Дана 24. децембра 2020. Биро Савет ФИФА је одобрио доделу места и формат плеј-оф турнира.
- АФК (Азија): 2 места
- КАФ (Африка): 2 места
- Конкакаф (Северна и Централна Америка и Кариби): 2 места
- Конмебол (Јужна Америка): 2 места
- ОФК (Океанија): 1 место
- УЕФА (Европа): 1 место

Плеј-оф турнир је одржан на Новом Зеланду као пробни догађај пре њиховог домаћинства Светског првенства у фудбалу за жене 2023. Учествовало је десет тимова, подељених у три групе по три екипе (група А и Б), а трећа група је имала четири репрезентације (група Ц). Победник сваке групе квалификовао се за Светско првенство у фудбалу за жене. Четири тима су подељена у групе на основу ФИФА Светске ранг листе за жене. У групама А и Б, у полуфиналу су се сусреле две екипе које нису биле носиоци. Победница полуфинала пласирала се у финале плеј-офа, играјући против носиоца за пласман на Светско првенство за жене. У Групи Ц, два носиоца су се у полуфиналу сусрели са неносиоцем. Победнице полуфинала су се сусреле у финалу плеј-офа за пласман на Светско првенство за жене.
Нови Зеланд и Аргентина (потврђено као гости 8. децембра 2022.) учествовали су у пријатељским утакмицама у оквиру догађаја, прво против једног од носилаца у групама А и Б, а затим два пута један против другог. Пријатељске утакмице су се такође одиграле између пораженог у полуфиналу Групе А и Б, као и два поражена у полуфиналу Групе Ц, чиме је обезбеђено да сви плеј-оф тимови одиграју два меча на догађају.

Нови Зеланд је потврђен као једини домаћин плеј-оф турнира 4. јула 2022. године. Аустралија је првобитно била планирана као ко-домаћин плеј-офа, а њихова репрезентација је намеравала да учествује у пријатељским утакмицама.

## Квалификоване репрезентације
Следећи тимови из сваке конфедерације су се квалификовали за плеј-оф турнир.
| Конфедерација | Квалификован као                               | Тим                |
| ------------- | ---------------------------------------------- | ------------------ |
| АФК           | Плеј−оф азијског купа другопласиране           | Кинески Тајпеј     |
| АФК           | Плеј−оф азијског купа треће место              | Тајланд            |
| КАФ           | Репасаж афричког купа нација 2022. победнице   | Камерун            |
| КАФ           | Репасаж афричког купа нација 2022. победнице   | Сенегал            |
| Конкакаф      | Конкакафов шампионат 2022. Група А треће место | Хаити              |
| Конкакаф      | Конкакафов шампионат 2022. Група Б треће место | Панама             |
| Конмебол      | Копа Америка 2022. четврто место               | Парагвај           |
| Конмебол      | Копа Америка 2022. пето место                  | Чиле               |
| ОФК           | Национални куп 2022. победнице                 | Папуа Нова Гвинеја |
| УЕФА          | Најниже рангирани победник плеј-офа            | Португалија        |

## Стадиони
ФИФА је потврдила два стадиона као места одржавања турнира 4. јула 2022. године.[
| ХамилтонОкланд | Хамилтон          | Окланд              |
| -------------- | ----------------- | ------------------- |
| ХамилтонОкланд | Стадион Вајкато   | Стадион Норт Харбор |
| ХамилтонОкланд | Капацитет: 25.800 | Капацитет: 22.000   |
| ХамилтонОкланд |                   |                     |

## Жреб
Жреб плеј-офа је одржан 14. октобра 2022. у 12:00 (УТЦ+2), у Цириху, Швајцарска. Четири тима су подељена у групе на основу ФИФА Светске ранг листе за жене од 13. октобра 2022 (приказано у заградама), са максимално једним носиоцем по конфедерацији. Тим УЕФА је аутоматски постављен у први шешир, како би се спречило да три европска тима буду извучена у исту групу на финалном турниру. Тим са највишим рангом је постављен у позицију А1, други са највишим рангом у позицију Б1, трећи у слот Ц1 и четврти у слот Ц2. Преосталих шест тимова који нису били носиоци, извучени су у преостала места, уз услов да тимови из исте конфедерације не могу бити извучени у исту групу. Приликом жребања, шест тимова неносилаца распоређено је у прву доступну групу узастопно (од А до Ц, пре понављања). Након што је тим изабран, одвојеним жребом је одређена позиција тима у њиховој групи за потребе распореда.
| Шешир 1 (носиоци)                                                                                      | Шешир 2 (неносиоци)                                                                           |
| --- | --------------------------------------------------------------------------------------------- |
| 1. Португалија (23) (А1) 2. Чиле (38) (Б1) 3. Кинески Тајпеј (40) (Ц1) 4. Папуа Нова Гвинеја (50) (Ц2) | 1. Тајланд (41) 2. Парагвај (51) 3. Хаити (56) 4. Панама (57) 5. Камерун (58) 6. Сенегал (84) |

## Распоред
Распоред утакмица и места одигравања, без почетног времена, потврђени су 4. јула 2022. године. Почетна времена утакмица потврђена су 5. новембра 2022. године након жребања за плеј-оф. Полуфинале је одржано од 18. до 19. фебруара, док је финале одржано од 22. до 23. фебруара 2023. године.
Сва наведена времена су локална, НЗДТ (УТЦ+13).

## Група А
На финалном турниру победник групе А улази у Групу Е.

### Мрежа
|  | Полуфинале                   | Полуфинале |                              |   | Финале | Финале |
|  |                              |            |                              |   |        |        |
|  |                              |            |                              |   |        |        |
|  |                              |            |                              |   |        |        |
|  |                              |            |                              |   |        |        |
|  | 22. фебруар 2023. – Хамилтон |            |                              |   |        |        |
|  |                              |            |                              |   |        |        |
|  | Португалија                  | 2          |                              |   |        |        |
|  | Португалија                  | 2          | 18. фебруар 2023. – Хамилтон |   |        |        |
|  |                              |            | Камерун                      | 1 |        |        |
|  | Камерун                      | 2          | Камерун                      | 1 |        |        |
|  | Камерун                      | 2          |                              |   |        |        |
|  | Тајланд                      | 0          |                              |   |        |        |
|  | Тајланд                      | 0          |                              |   |        |        |

### Полуфинале
| Камерун                    | 2 : 0    | Тајланд |
| -------------------------- | -------- | ------- |
| - Габријел Онгини 79’, 81’ | Извештај |         |

### Финале
| Португалија                                   | 2 : 1    | Камерун           |
| --------------------------------------------- | -------- | ----------------- |
| - Дијана Гомеш 22’ - Карол Коста 90+4’ (пен.) | Извештај | - Ајара Нчоут 89’ |

## Група Б
На финалном турниру победник групе Б улази у Групу Д.

### Мрежа
|  | Полуфинале                 | Полуфинале |                            |   | Финале | Финале |
|  |                            |            |                            |   |        |        |
|  |                            |            |                            |   |        |        |
|  |                            |            |                            |   |        |        |
|  |                            |            |                            |   |        |        |
|  | 22. фебруар 2023. – Окланд |            |                            |   |        |        |
|  |                            |            |                            |   |        |        |
|  | Чиле                       | 1          |                            |   |        |        |
|  | Чиле                       | 1          | 18. фебруар 2023. – Окланд |   |        |        |
|  |                            |            | Хаити                      | 2 |        |        |
|  | Сенегал                    | 0          | Хаити                      | 2 |        |        |
|  | Сенегал                    | 0          |                            |   |        |        |
|  | Хаити                      | 4          |                            |   |        |        |
|  | Хаити                      | 4          |                            |   |        |        |

### Полуфинале
| Сенегал | 0 : 4    | Хаити                                                                |
| ------- | -------- | -------------------------------------------------------------------- |
|         | Извештај | - Кетна Луис 45’ - Нирилија Мондисир 55’ - Розелорд Боргела 64’, 66’ |

### Финале
| Чиле                       | 1 : 2    | Хаити                         |
| -------------------------- | -------- | ----------------------------- |
| - Марија Хозе Рохас 90+11’ | Извештај | - Мелче Думорнај 45+1’, 90+8’ |

## Група Ц
На финалном турниру победник групе Ц улази у Групу Ф.

### Мрежа
|  | Полуфинале                   | Полуфинале |                              |   | Финале | Финале |
|  |                              |            |                              |   |        |        |
|  | 19. фебруар 2023. – Хамилтон |            |                              |   |        |        |
|  |                              |            |                              |   |        |        |
|  | Кинески Тајпеј               | 2 (2)      |                              |   |        |        |
|  | Кинески Тајпеј               | 2 (2)      | 23. фебруар 2023. – Хамилтон |   |        |        |
|  | Парагвај (пен.)              | 2 (4)      |                              |   |        |        |
|  | Парагвај (пен.)              | 2 (4)      | Парагвај                     | 0 |        |        |
|  | 19. фебруар 2023. – Окланд   |            | Парагвај                     | 0 |        |        |
|  |                              | Панама     | 1                            |   |        |        |
|  | Папуа Нова Гвинеја           | Панама     | 1                            | 0 |        |        |
|  | Папуа Нова Гвинеја           |            |                              | 0 |        |        |
|  | Панама                       | 2          |                              |   |        |        |
|  | Панама                       | 2          |                              |   |        |        |

### Полуфинале
| Кинески Тајпеј                                     | 2 : 2 (п. с. н.) | Парагвај                                                     |
| -------------------------------------------------- | ---------------- | ------------------------------------------------------------ |
| - Лај Ли-чин 21’ - Су Син-јун 75’                  | Извештај         | - Дулсе Кинтана 80’ - Лајс Чаморо 81’                        |
| Пенали                                             |                  |                                                              |
| - Лај Ли-чин - Џо Ли-пинг - Ли Шу-чин] - Мишел Пао | 2 : 4            | - Дулсе Кинтана - Фани Гауто - Марија Мартинез - Лисе Чаморо |

| Папуа Нова Гвинеја | 0 : 2    | Панама                             |
| ------------------ | -------- | ---------------------------------- |
|                    | Извештај | - Марта Кокс 12’ - Рајли Танер 63’ |

### Финале
| Парагвај | 0 : 1    | Панама             |
| -------- | -------- | ------------------ |
|          | Извештај | - Линет Седењо 75’ |

## Квалификовани тимови за Светско првенство у фудбалу за жене 2023.
Следећа три тима су се квалификовала за Светско првенство у фудбалу за жене 2023.:
| Тим         | Квалификован на   | Претходна учешћа на СП у фудбалу за жене |
| ----------- | ----------------- | ---------------------------------------- |
| Хаити       | 22. фебруар 2023. | 0 (деби)                                 |
| Португалија | 22. фебруар 2023. | 0 (деби)                                 |
| Панама      | 23. фебруар 2023. | 0 (деби)                                 |

## Распоред
Распоред утакмица и места одигравања, без почетног времена, потврђени су 4. јула 2022. године. Почетна времена утакмица потврђена су 5. новембра 2022. године након жребања за плеј-оф. Полуфинале је одржано од 18. до 19. фебруара, док је финале одржано од 22. до 23. фебруара 2023. године.
Сва наведена времена су локална, НЗДТ (УТЦ+13).

## Белешке
1. ↑  Званично познат као Плеј-оф турнир за ФИФА Светско првенство за жене 2023..[1]